# Welt-Poliotag
Der Welt-Poliotag (englisch World Polio Day) wird jährlich am 24. Oktober begangen.

## Geschichte
Der Aktions- und Gedenktag wurde von der Weltgesundheitsorganisation (WHO) im Jahr 1988 ins Leben gerufen. Hintergrund für den Tag ist die weltweite Kampagne der WHO zur Ausrottung von Polio Global polio eradication initiative (GPEI).
In der Vergangenheit lag der Welt-Poliotag auf dem 28. Oktober. Das Datum wurde gewählt, weil der Entwickler des ersten Impfstoffs gegen Polio (Kinderlähmung), Jonas Salk, an diesem Tag geboren worden ist. 

## Aktionen
Zum Welt-Poliotag 2013 wurde von Seiten des Robert Koch-Instituts darauf aufmerksam gemacht, dass es weltweit zunehmend Rückschläge beim Kampf gegen die Krankheit gebe. Vor allem die Länder am Horn von Afrika, Israel und Syrien ständen derzeit im Blickpunkt, weil dort Krankheitsfälle in jüngerer Zeit wieder zugenommen hätten. In Afghanistan, Nigeria und Pakistan ist das Virus immer noch vorhanden.